# Arteria pancreatica magna

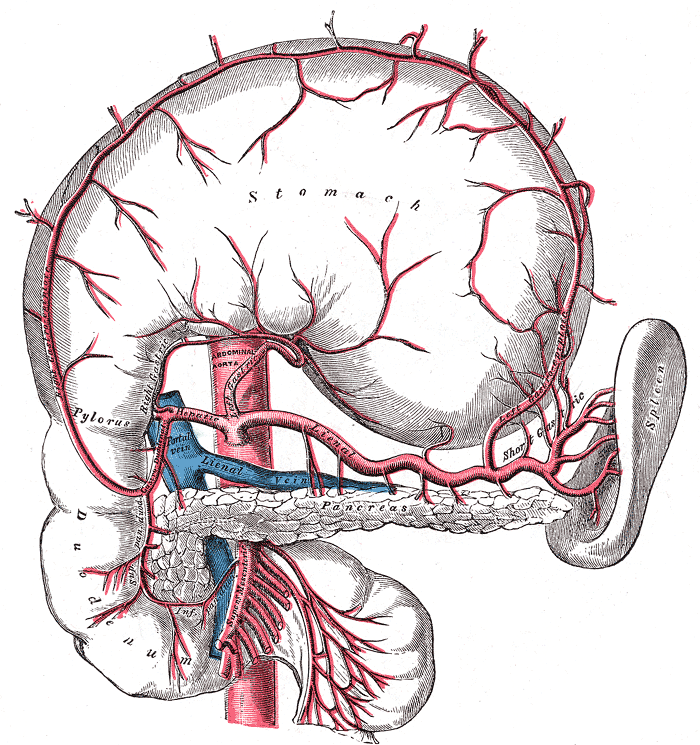
Truncus coeliacus

Die Arteria pancreatica magna („große Bauchspeicheldrüsenarterie“) ist eine Schlagader der Bauchhöhle. Sie entspringt etwa aus der Mitte der Milzarterie (Arteria splenica) und zieht auf der Rückfläche der Bauchspeicheldrüse in den Körper dieses Organs. Dort verzweigt sie sich und anastomosiert im Bereich des Schwanzes der Bauchspeicheldrüse mit der Arteria pancreatica inferior.